# Anabase d'Antiochos III
Pour les articles homonymes, voir Anabase.

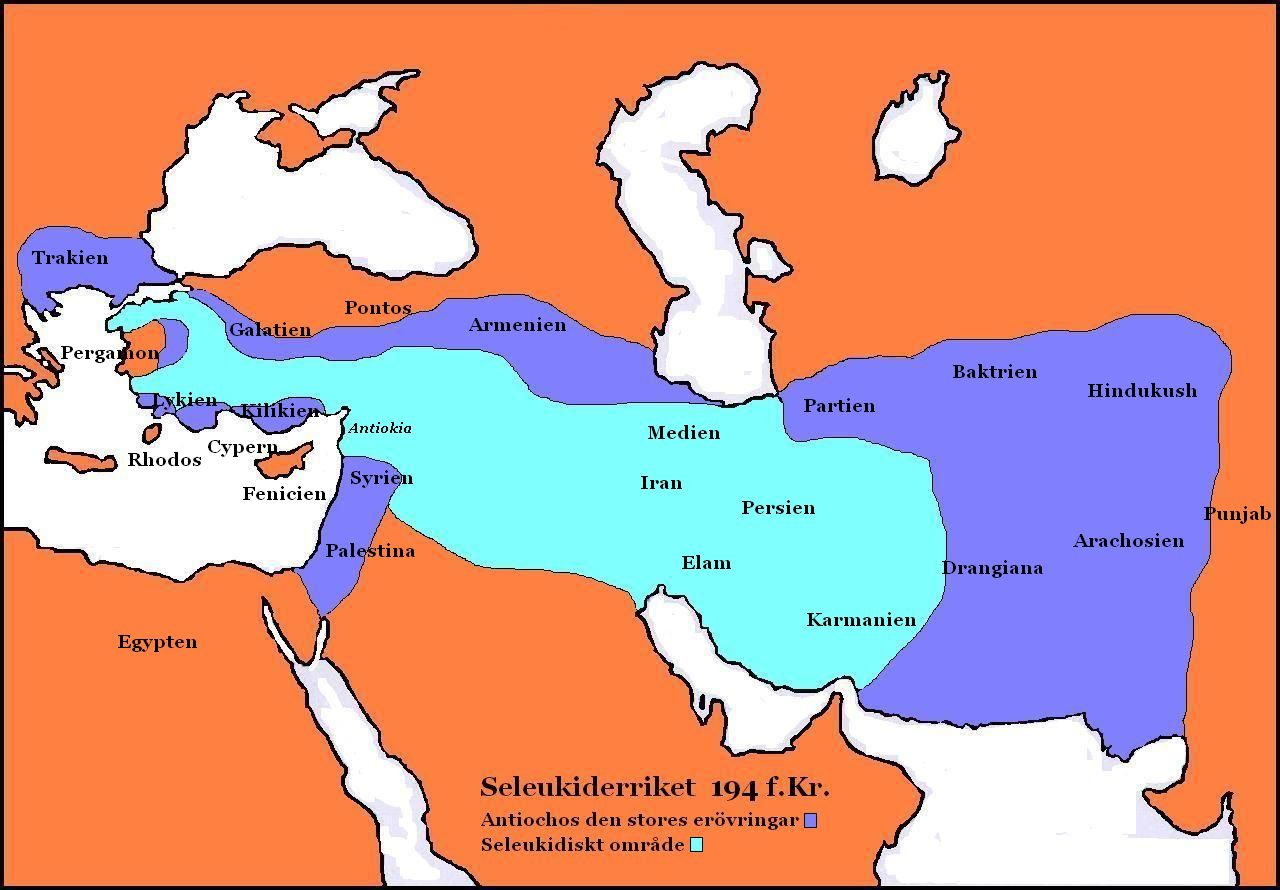
Le royaume séleucide en 194 av. J.-C. après l'Anabase d'Antiochos III (en bleu clair).

L'Anabase d'Antiochos III est une expédition militaire menée par le roi séleucide Antiochos III dans les provinces orientales de son royaume, entre 212 et 205 av. J.-C., aux dépens principalement des Parthes et du royaume gréco-bactrien. Le terme d'« anabase » (« montée ») a été employé par les historiens modernes en référence à l'Anabase d'Arrien qui décrit les conquêtes d'Alexandre le Grand en Asie. Cette campagne victorieuse procure un immense prestige à Antiochos mais les affaires d'Europe l'empêchent de profiter de ce succès.
Cette expédition est connue grâce notamment aux Histoires de Polybe (livres VIII, X et XI), même si certains passages sont fragmentaires.

## Objectifs de l'expédition

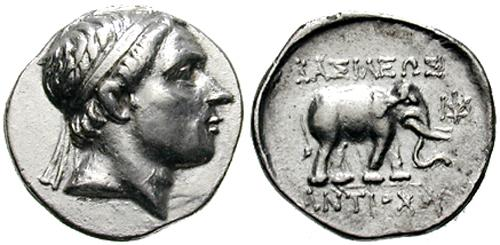
Monnaie d'argent à l'effigie d'Antiochos III, avec au revers un éléphant et la mention Basileus Antiochou (« du roi Antiochos »).

Après sa défaite face aux Lagides à Raphia en 217 av. J.-C., Antiochos III cherche à réorienter sa politique. Il décide de reconquérir les satrapies orientales de son royaume, c'est-à-dire les satrapies iraniennes (Médie, Arie, Bactriane, Sogdiane, Drangiane, Margiane), qui échappent à la tutelle séleucide depuis la révolte de Molon au début de son règne. La Perside semble quant à elle être restée à cette époque dans le giron séleucide. Antiochos entend également faire face à l'expansion des Parthes, qui sont parvenus à reprendre les territoires dont ils ont été délogés par Séleucos II, et à la sécession du royaume gréco-bactrien où Euthydème a pris le pouvoir aux dépens de Diodote II. Il aurait donc souhaité, peut-être selon un plan préétabli, rassembler l'ensemble des territoires qui ont appartenu à Séleucos Ier. Il est aussi possible que cette expédition soit également motivée par des enjeux financiers, sachant que la perte des satrapies orientales paralyse le commerce et diminue le tribut. Antiochos aurait ainsi cherché par des pillages à reconstituer le stock de métal précieux du trésor royal.
Antiochos parvient à surmonter son échec militaire face aux Lagides et à former une immense armée estimée — peut-être exagérément — par Justin à 100 000 fantassins et 20 000 cavaliers.

## Opérations

### Expédition d'Arménie (212)
Antiochos III commence son expédition en 212 av. J.-C. par une campagne facile en Arménie, au sujet de laquelle les sources sont lacunaires. Xerxès, jeune roi, règne alors sur un État vassal des Séleucides mais ne paye plus son tribut. Il lui fait épouser une de ses sœurs, Antiochis, et place dans la principauté deux stratèges. Les deux stratèges ultérieurs, d'origine iranienne, trahissent Antiochos au moment de la guerre contre Rome tandis que l'Arménie se voit plus tard accorder l'indépendance par les Romains.

### Expédition de Médie (211-210)
Fin 211 av. J.-C., Antiochos III se dirige vers la Médie afin de préparer l'action contre les Parthes et les Gréco-Bactriens, principal objectif de sa campagne asiatique, et rassemble son armée à Ecbatane. Là il spolie un sanctuaire indigène dédié à Anaïtis (Anahit), monnayant pour 4 000 talents — montant considérable —, ce qui tend à prouver les difficultés financières qu'il connaît au début de la campagne. Durant ce séjour en Médie, il associe son fils, Antiochos le Jeune, alors âgé de 9 ans, à la royauté, préparant de ce fait sa succession.

### Campagne contre les Parthes (209)
En 209 av. J.-C., Antiochos III mène une opération contre les Parthes au nord de l'Iran actuel. Il traverse des régions désertiques et ne rencontre que peu de résistance jusqu'à Hécatompyles car Arsace II, fidèle à la tradition des combattants des steppes peu familiers des guerres « à la macédonienne », préfère se replier. La progression devient plus difficile à partir des montagnes d’Hyrcanie, bien qu'il semble que la résistance soit l'œuvre des autochtones et non des Parthes eux-mêmes. Antiochos entreprend d'assiéger les Parthes à Sirynx, une colonie grecque, où les Parthes massacrent les habitants. Les Parthes sont contraints de conclure un traité dont les détails sont inconnus. Les Parthes ne sont pas définitivement vaincus mais la campagne permet de libérer l'axe de communication entre l'ouest du royaume et les satrapies les plus orientales (Arie, Margiane, Bactriane). Il est possible qu'une des conditions du traité soit que les Parthes garantissent le libre accès à cet axe et que le traité inclue le paiement par les Parthes d'un tribut. Pour autant l'autorité d'Arsace sur les tribus parthes paraît être relative, d'autant plus que la notion de frontière est inconnue chez ces nomades. Il ne s'agit donc pas d'un traité diplomatique en bonne et due forme entre deux États.

### Campagne contre le royaume gréco-bactrien (208-206)
En 208 av. J.-C., le relatif succès contre les Parthes permet à Antiochos III de se tourner vers l'est contre le royaume gréco-bactrien. Euthydème s'appuie sur une armée forte d'environ 10 000 cavaliers, recrutés majoritairement parmi la population iranienne, qu'il fait camper le long de l'Arios en Arie. Antiochos parvient par surprise à traverser le fleuve et à mettre son adversaire en déroute, le contraignant à se réfugier à Bactres où il est assiégé pendant deux ans. Le siège de Bactres est considéré par Polybe comme l'un des plus importants de l'époque en termes d'art militaire. Il est probable que ce siège ait visé la citadelle-acropole, de dimensions considérables. Face à ce statu quo, les deux souverains, qui traitent sur un pied d'égalité, finissent par établir un accord, sachant qu'Euthydème a argué de la menace que font peser les Parthes et qu'Antiochos n'est pas parvenu à soumettre la Bactriane bien tenue par les cavaliers iraniens. Euthydème conserve son royaume et conclut une alliance matrimoniale : son fils Démétrios doit épouser une princesse séleucide, même si rien n'indique si ce mariage a bien eu lieu. En contrepartie Antiochos reçoit des éléphants de guerre et du ravitaillement pour son armée. L'indépendance de la Bactriane, qui est parvenue en une génération à constituer un État puissant, n'a plus été remise en cause par les Séleucides jusqu'à sa conquête par les Parthes.

### Expédition en «Inde» (206-205)
En 206 av. J.-C., Antiochos III franchit l'Hindou Kouch et marche jusqu'aux frontières de ce que les sources grecques appellent l'« Inde », soit l'Arachosie et les Paropamisades alors annexées par des souverains indiens. Il rencontre le prince Sophagasénos (qui n'est pas mentionné comme appartenant à la dynastie Maurya) et renouvelle l'amitié qui le lie à lui selon l'expression de Polybe. Sophagasénos se pose en vassal en offrant des éléphants de guerre et le paiement d'une forte somme. Ce « renouvellement de l'amitié » suggère que les Séleucides ont déjà traité avec des souverains indiens. C'est le cas de Séleucos Ier qui a conclu un traité de paix avec Chandragupta Maurya en 303 ; mais il est plus probable que cette amitié date de l'expédition d'Antiochos en Bactriane. Ce traité aurait pu avoir pour finalité d'assurer la pérennité des relations commerciales entre la Syrie et le monde indien.

### Retour par l'Iran (206-205)
Antiochos III ne s'attarde pas en « Inde » et entreprend le retour de l'expédition par l'Iran méridional en 206 av. J.-C. Il traverse sans résistance l'Arachosie, du moins la partie occidentale car la partie orientale est sous contrôle de l'Empire maurya, et la Drangiane ; puis il hiverne en Carmanie, marquant ainsi selon Polybe la fin de l'expédition royale dans les satrapies supérieures. Antiochos juge bon de ne pas traverser à la tête de son armée la Perside (que Polybe ne cite pas), ce qui suggère que la satrapie est fidèle aux Séleucides, expliquant les bonnes relations avec les provinces de l'Iran méridional. Il aurait pu ordonner des opérations contre des pirates perses, même si ces opérations pourraient dater du règne d'Antiochos IV. Il séjourne assez longtemps à Antioche de Perside pour recevoir une ambassade en provenance de Magnésie du Méandre à propos des jeux en l'honneur d'Artémis.

### Expédition d'Arabie (205-204)
En 205 av. J.-C., Antiochos III entreprend l'expédition en Arabie qu'Alexandre le Grand n'a pas pu mener à bien. Il embarque pour l'Arabie depuis la Perside, probablement depuis le port d'Antioche de Perside dont la localisation est incertaine. Le gros de son armée marche probablement vers Babylone à travers la Perside et l'Élam. Il parvient à Gerrha, sur la côte ouest du golfe Persique (actuelle Arabie saoudite), qui est un important port commercial, dont le négoce profite alors davantage aux Lagides qu'aux Séleucides, et un carrefour caravanier. Il obtient le versement d'un important tribut en prix de leur liberté. Après une escale à Tylos (actuel Bahreïn), il embarque pour Séleucie du Tigre en 204.

## Bilan et conséquences

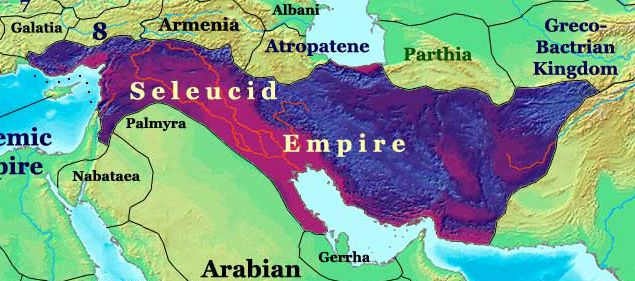
Le royaume séleucide vers 200 av. J.-C.

Par cette anabase vers l'Orient, qui a duré plus de sept ans, Antiochos III est parvenu à affirmer son autorité et à consolider l'empire séleucide. D'après Polybe, qui se montre ici très élogieux, cette expédition aurait même eu des effets positifs à l'ouest sur les cités grecques d'Anatolie. Après l'expédition, Antiochos prend le titre de Grand Roi (Basileus Mégas) d'inspiration achéménide, manière pour lui de se placer au dessus des rois qu'il a affrontés et qu'il considère comme ses vassaux. Il bénéficie auprès de ses sujets d'un grand prestige, étant comparé à son ancêtre Séleucos Ier, voire à Alexandre le Grand.
Aux yeux de certains historiens modernes, Antiochos a su se montrer prudent en ne cherchant pas à détruire les royaumes arménien, parthe et bactrien, même si on peut objecter que le plan établi au départ de l'expédition n'est pas entièrement connu. Il paraît probable qu'il ait d'abord cherché à retrouver l'héritage perdu de Séleucos, comme cela a déjà été le cas pour la Cœlé-Syrie, mais que confronté à la résistance des Parthes et des Gréco-Bactriens il se soit contenté de demi-succès. Il semblerait par exemple qu'il ait au départ cherché à détruire le royaume bactrien comme le suggère le long siège de Bactres, avant de se raviser.
Par ailleurs, l'expédition entraîne une forte circulation monétaire, facilitée par les nombreux pillages et prélèvements de tribut, comme en témoignent la quantité de bronzes frappés à Séleucie du Tigre peu de temps après. Antiochos ramène enfin 150 éléphants de guerre qu'il utilise pendant la guerre contre Rome.
Finalement, son intervention dans les affaires de Grèce empêche Antiochos de profiter du succès de cette campagne et suscite l'intervention de Rome.

### Sources antiques
- Justin, Abrégé des Histoires philippiques de Trogue Pompée [détail des éditions] [lire en ligne].
- Polybe, Histoires [détail des éditions] [lire en ligne],  VIII, X, XI.
- Strabon, Géographie [détail des éditions] [lire en ligne].